# Чен, Нейтан
Не́йтан Чен (англ. Nathan Chen; род. 5 мая 1999, Солт-Лейк-Сити) — американский фигурист, выступавший в одиночном катании. Двукратный олимпийский чемпион (в личном и командном турнире Олимпийских игр 2022), трёхкратный чемпион мира (2018, 2019, 2021), чемпион четырёх континентов (2017), трёхкратный победитель финала Гран-при (2017—2019), бронзовый призёр Олимпийских игр в командном соревновании (2018) и шестикратный чемпион США (2017—2022).
Чен — первый в истории фигурист, исполнивший в одной программе четыре, пять и шесть четверных прыжков. Также он стал первым фигуристом, который успешно выполнил пять видов четверных прыжков на международных соревнованиях. За успехи в исполнении четверных прыжков получил прозвище «Quad King» («Король четверных»). Текущий обладатель мирового рекорда за короткую программу и по сумме двух программ.

## Биография
Нейтан родился 5 мая 1999 года в Солт-Лейк-Сити (штат Юта, США) в семье эмигрантов из Китая. Его китайское имя — Чэнь Вэй (кит. упр. 陈巍). Нейтан — младший ребёнок в семье, у него два старших брата и две старшие сестры. 
Фигурным катанием начал заниматься в возрасте трёх лет. Помимо фигурного катания занимался балетом, спортивной гимнастикой, играл в хоккей. Балету обучался в Ballet West Academy, расположенном в Солт-Лейк-Сити,  танцевал в балетных постановках «Щелкунчика», «Лебединого озера», «Спящей красавицы». 
Является студентом Йельского университета.

## Карьера

### Начало карьеры
Чен впервые принял участие в соревнованиях по фигурному катанию в 2003 году. С сезона 2009—2010 перешёл на детский уровень. На чемпионате США в 2010 году выиграл золотую медаль и стал самым юным чемпионом США среди новисов, выиграв титул в возрасте десяти лет. В сезоне 2010—2011 повторил свой успех, став двукратным чемпионом США среди новисов.
В то время Чен тренировался под руководством Евгении Чернышевой, также работал с Рафаэлем Арутюняном. С декабря 2011 года Рафаэль Арутюнян стал его основным тренером. На чемпионате США среди юниоров 2012 в Сан-Хосе выиграл свой первый титул в юниорском разряде.

### Юниорский период
На международной арене Нейтан появился в предолимпийский сезон, осенью 2012 года, на юниорском этапе Гран-при в Австрии, который он выиграл. На следующий год он уже полноценно выступал в юниорских этапах в Мексике и Беларуси, которые он также выиграл и получил право выступать на юниорском финале Гран-при в японском городе Фукуока. В декабре 2013 года он выиграл бронзовую медаль в Японии. В январе 2014 года он во второй раз выиграл первенство США среди юниоров и получил право выступать в Софии на юниорском мировом чемпионате. В марте в Болгарии на мировом юниорском чемпионате в упорной борьбе выиграл бронзовую медаль.
В следующем сезоне он сумел выступить лишь раз на юниорском этапе Гран-при в Хорватии, где выступил не совсем для себя удачно, заняв второе место. В январе он принял участие в национальном чемпионате США, где занял восьмое место. В начале марта он выступал в Таллине на юниорском мировом чемпионате, где в сложной борьбе занял четвёртое место.
Сезон 2015—2016 фигурист начал в августе в Анахайме, где финишировал первым. Затем, осенью 2015 года, Чен выступил на двух юниорских этапах Гран-при в США и в Испании, которые он выиграл и получил право на участие в юниорском финале Гран-при в Барселоне, на котором в декабре он также одержал победу. 
В январе 2016 года, выступая на чемпионате США, он завоевал бронзовую медаль. В короткой программе он исполнил четверной сальхов и четверной тулуп и стал первым американским фигуристом, который прыгнул два четверных прыжка в короткой программе. По итогам чемпионата США было принято решение отправить его не только на юниорский чемпионат в Венгрию, но и на домашний мировой чемпионат. Однако незадолго до старта в Дебрецене, на показательных выступлениях после чемпионата США, американский фигурист получил травму левого бедра и был вынужден досрочно завершить сезон.

### Сезон 2016—2017: титул чемпиона четырёх континентов

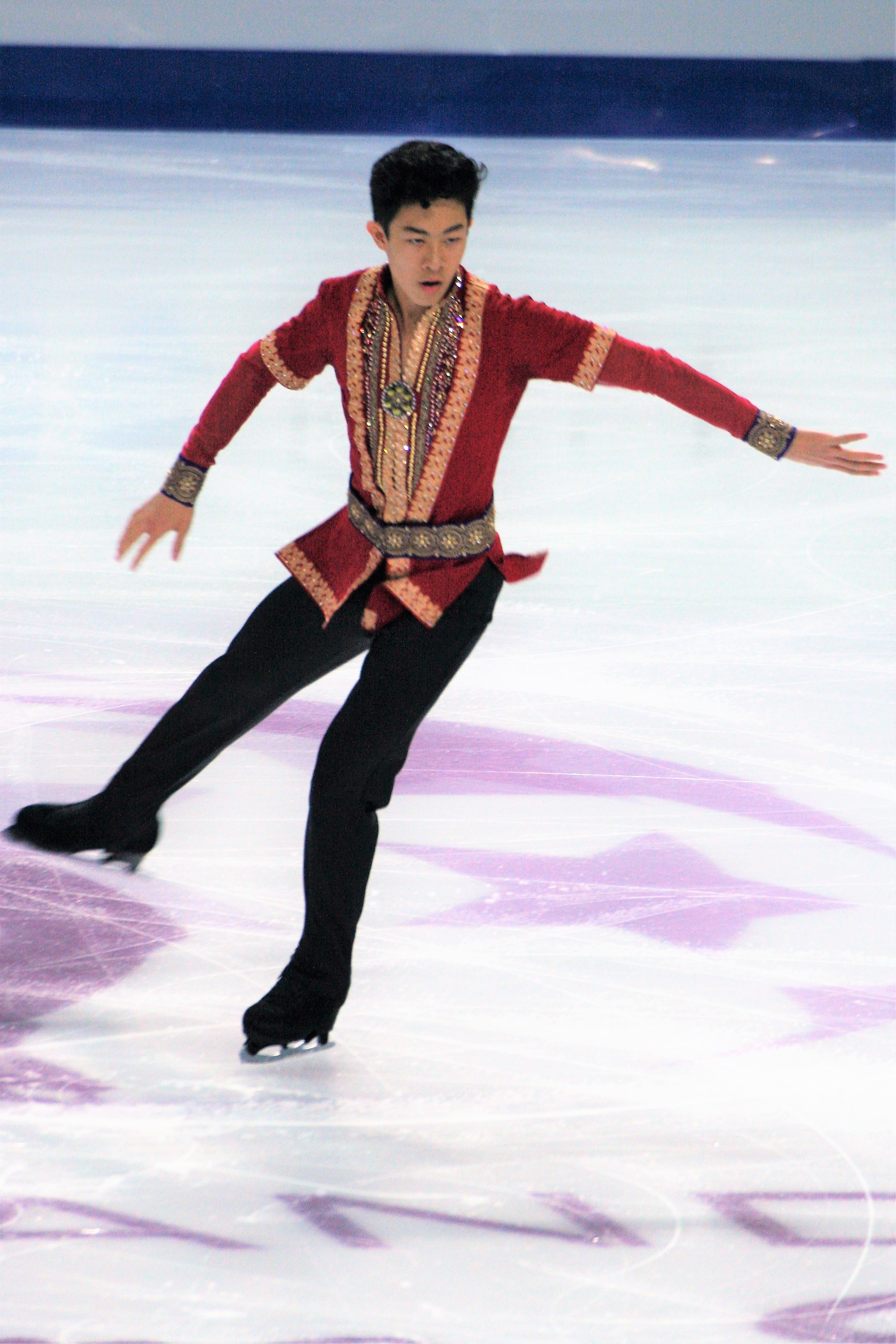
Нейтан Чен выступает с произвольной программой в финале Гран-при 2016/17

Предолимпийский сезон Чен начал в начале октябре в Финляндии на турнире Finlandia Trophy, который он выиграл, победив Патрика Чана. 
В середине ноября американский фигурист выступал на этапе Гран-при в Париже, где на турнире Trophée de France финишировал на четвёртом месте. Намного удачнее в конце ноября он выступил на заключительном этапе Гран-при в Саппоро, где занял второе место. При этом были значительно улучшены спортивные достижения в сумме и произвольной программе. Это позволило ему выйти в финал Гран-при, проходивший в Марселе. 
Впервые выступив в финале Гран-при, он занял второе место и улучшил результат в произвольной программе, чисто прыгнув четыре четверных прыжка, включая впервые чисто исполненные в одной программе два сложнейших четверных прыжка: четверной лутц в каскаде с тройным тулупом и четверной флип. За каскад четверной лутц — тройной тулуп получил рекордную оценку за один прыжковый элемент — 19,9 балла, перекрыв тем самым прежнее рекордное достижение другого фигуриста, Цзинь Бояна, на 0,14 балла. 

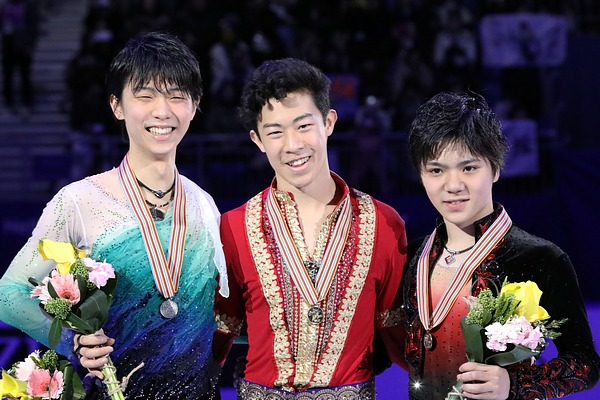
Призёры чемпионата четырёх континентов 2017 (слева направо): Юдзуру Ханю, Нейтан Чен, Сёма Уно

В конце января 2017 года на национальном чемпионате в Канзасе ему не сумели создать конкуренцию ведущие американские фигуристы, и он финишировал чемпионом, впервые в истории исполнив суммарно семь четверных прыжков на две программы.  
В феврале фигурист дебютировал в Канныне на континентальном чемпионате, который он выиграл, улучшив все прежние спортивные достижения. Там он вновь исполнил пять четверных прыжков в произвольной программе (каскад четверной лутц — тройной тулуп, четверной флип, четверной тулуп, каскад четверной тулуп — двойной тулуп, четверной сальхов) и стал первым фигуристом, который сделал это на соревновании под эгидой ИСУ. 
В конце марта американский одиночник дебютировал на мировом чемпионате в Хельсинки, где ему удалось занять шестое место. При этом он способствовал завоеванию для своей страны трёх мест на предстоящей Олимпиаде в Южной Корее. Через три недели после этого фигурист был отправлен на командный чемпионат мира, на котором он показал второй результат среди мужчин, добавив в свою копилку бронзовую медаль командного мирового чемпионата.

### Сезон 2017—2018: первая победа на чемпионате мира
Олимпийский сезон 2017/18 фигурист начал в сентябре, выступив в Солт-Лейк-Сити на турнире U.S. International Figure Skating Classic и завоевав «золото». Через месяц он выступил в серии Гран-при на российском этапе, где также финишировал победителем, обойдя Юдзуру Ханю. На последнем этапе Гран-При — Skate America — взял золото, тем не менее, уступив в технике соперникам. В произвольной программе Чен исполнил два четверных лутца (каскад четверной лутц — тройной тулуп и четверной лутц во второй половине программы), став первым фигуристом в истории, который смог это сделать. В финале Гран-При в Нагое одержал победу. 
На национальном чемпионате США в январе 2018 года завоевал золото, чисто исполнив пять четверных прыжков в произвольной программе. По итогам национального чемпионата Чен, Винсент Чжоу и Адам Риппон вошли в состав олимпийской сборной США для участия на зимних Олимпийских играх в Пхёнчхане (Южная Корея).

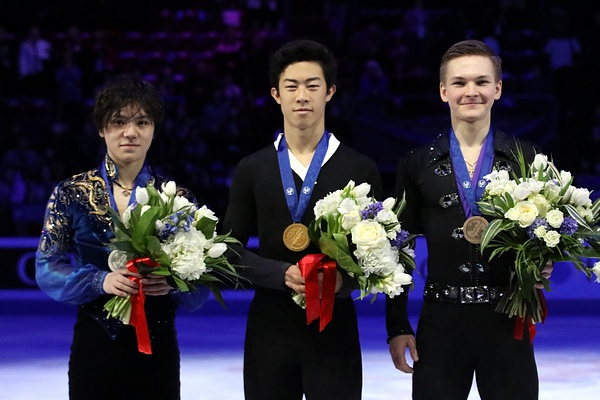
Призёры чемпионата мира 2018 (слева направо): Сёма Уно, Нейтан Чен, Михаил Коляда

В начале февраля, ещё до открытия Олимпийских игр в Корее, фигурист начал соревнования в командном турнире. В короткой программе Чен занял 4-е место среди 10 участников, набрав 80,61 очка, уступив фигуристам из Японии (Шома Уно), Израиля (Алексей Быченко) и Канады (Патрик Чан). В произвольной программе Чен не принял участие (от США выступал Адам Риппон и занял третье место). Американская сборная в итоге финишировала с бронзовыми медалями.
В личном турнире Нейтан занял 17-е место в короткой программе, откатавшись крайне неудачно. Однако американец сумел собраться и отлично выступил в произвольной программе, приземлив шесть четверных прыжков, пять из них чисто (второй четверной флип с помаркой), и показав в ней лучший результат (215,08), почти на девять баллов опередив занявшего в произвольной программе второе место Юдзуру Ханю. По сумме Чен занял пятое место, всего 0,42 балла проиграв китайцу Цзиню Бояну, ставшему четвёртым.
На чемпионате мира в Милане чисто исполнил короткую программу (101,94 балл), заняв промежуточное первое место. Через день выступил с исторической произвольной программой, приземлив 6 четверных прыжков (сальхов во второй половине с помаркой), набрав 127,62 балла по технике, 219,46 за произвольную в целом, улучшив свой результат с Олимпийских игр. Итоговая сумма баллов — 321,40. Нейтан Чен взял золото и стал чемпионом мира.

### Сезон 2018—2019: вторая победа на мировом первенстве

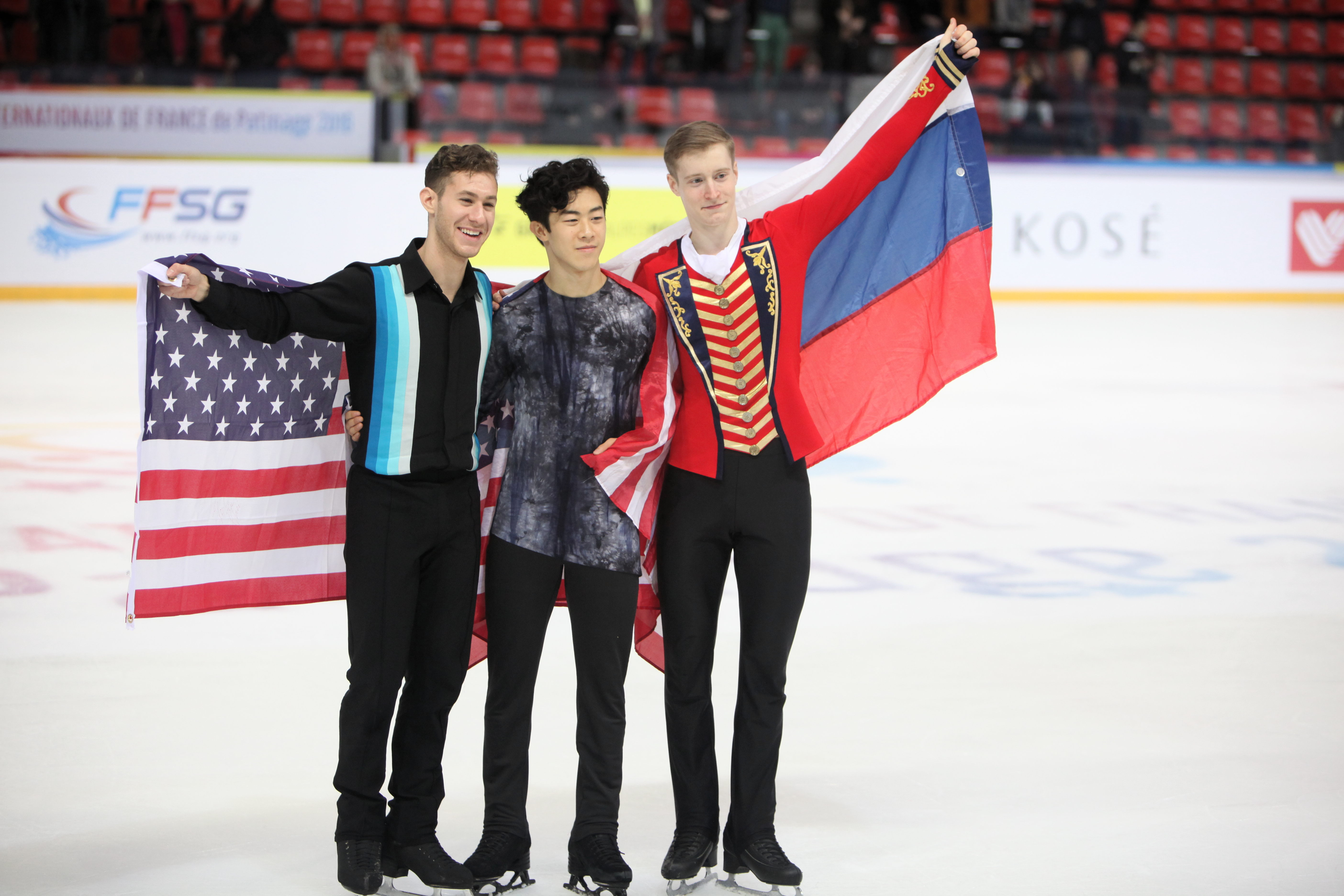
Призёры Internationaux de France 2018 (слева направо): Джейсон Браун, Нейтан Чен, Александр Самарин

На своём первом этапе Гран-при Skate America 2018 в Эверетте (штат Вашингтон) Нейтан с суммой 90,58 лидировал после короткой программы. В произвольной программе набрал 189,99 баллов и с итоговой суммой в 280,57 баллов одержал победу.
В ноябре на втором этапе Гран-при Internationaux de France в Гренобле совершил ошибку, упав с четверного флипа. В результате, по итогам короткой программы, занял третье место после Джейсона Брауна и Александра Самарина. За произвольную программу набирал 184,64 баллов, по сумме двух программ получил 271,58 балл и тем самым одержал победу на этом этапе. Выиграв Skate America и Internationaux de France, Чен получил право участвовать в финале Гран-при 2018–2019 годов.
Финал Гран-при проходил в Ванкувере (Канада). Нейтан набрал 92,99 балла за короткую программу, и 189,43 за произвольную и с общей суммой в 282,42 балла во второй раз в своей карьере стал победителем финала Гран-при. Чен стал первым американцем и четвёртым фигуристом-одиночником (после Евгения Плющенко, Патрика Чана и Юдзуру Ханю), который сумел выиграть подряд два финала Гран-при.
На чемпионате США в Детройте выиграл свой третий национальный титул.
На чемпионате мира 2019 в Сайтаме сумел завоевать золото, опередив японского фигуриста Юдзуру Ханю, ранее считавшимся главным фаворитом в борьбе за титул чемпиона мира. Он занял первое место в короткой программе с 107,40 баллами, не дотянув до мирового рекорда всего 3 балла. В произвольной программе установил новый мировой рекорд, набрав 216,02 балла, побив рекорд, ранее установленный Юдзуру Ханю. Это позволило ему установить новый мировой рекорд также по сумме двух программ, набрав 323,42 балла, и опередив прошлый рекорд, установленный всё тем же Юдзуру Ханю. Таким образом, Нейтан Чен стал двукратным чемпионом мира.
Завершил сезон на командном чемпионате мира в Японии, где сборная США выиграла золотую медаль.

### Сезон 2019—2020: третья победа в финале Гран-при

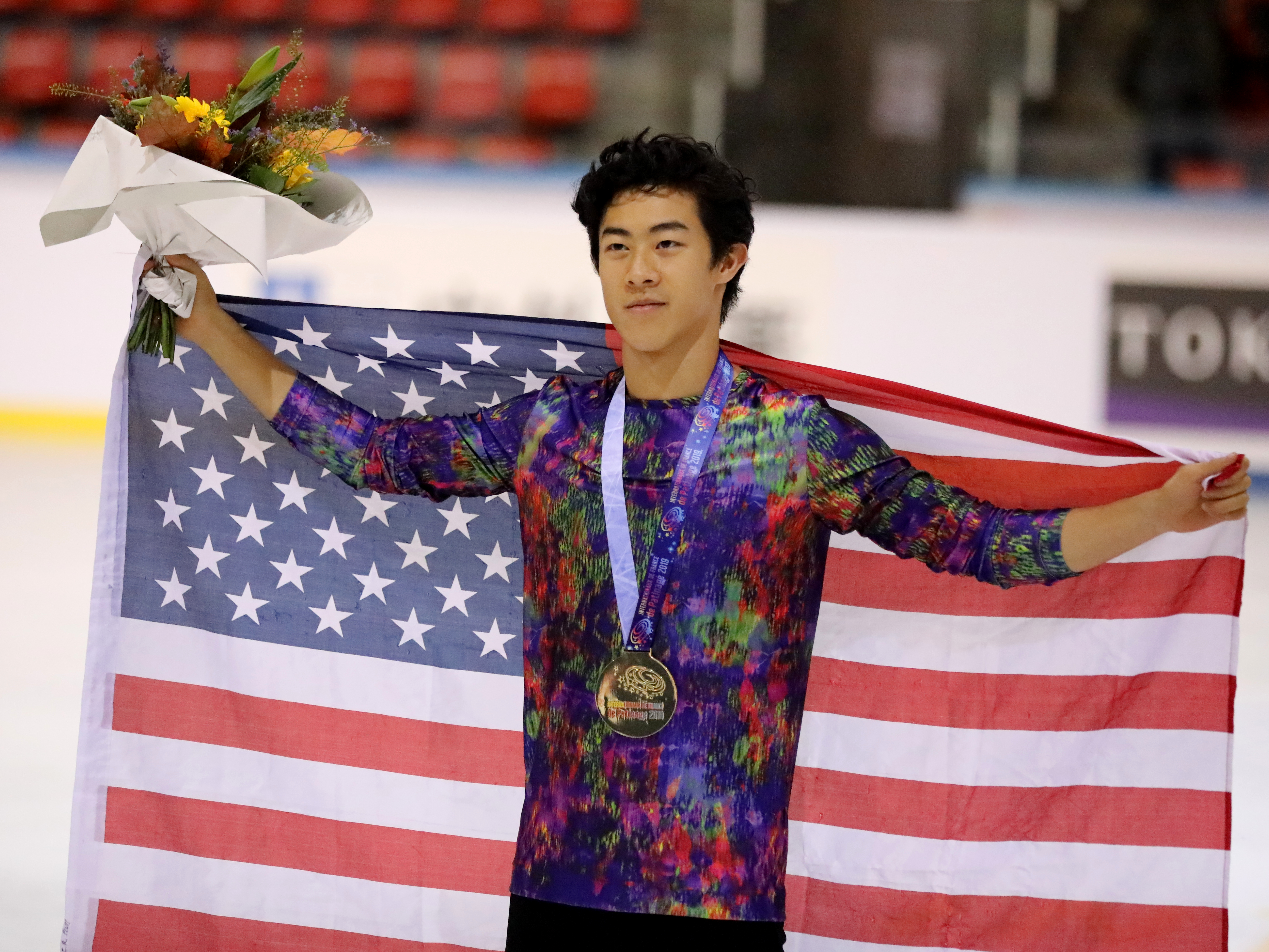
Нейтан Чен на церемонии награждения на Internationaux de France 2019

На первом этапе Гран-при Skate America одержал победу с общей суммой в 299,09 баллов. На втором этапе во Франции на Internationaux de France также одержал победу и тем самым стал первым фигуристом после Евгения Плющенко, которому удалось выиграть восемь стартов подряд в формате Гран-при.
С двумя уверенными победами Нейтан прошёл в финал Гран-при, куда также отобрались Юдзуру Ханю, Александр Самарин, Дмитрий Алиев, Кевин Эймоз и Боян Цзинь.
В финале Гран-при чисто исполнил короткую программу, установив новый личный рекорд — 110,38, что ненамного меньше мирового рекорда. Произвольную программу исполнил безошибочно, чисто прыгнул пять четверных прыжков (каскад четверной флип — тройной тулуп, четверной лутц, каскад четверной тулуп — ойлер — тройной сальхов, четверной сальхов, четверной тулуп) и установил 2 новых мировых рекорда: 224,92 балла в произвольной программе и 335,30 баллов в общей сумме. Таким образом, Нейтан в третий раз становится победителем финала Гран-при.
На чемпионате США в Гринсборо (Северная Каролина) Нейтан выиграл свой четвертый национальный титул и стал первым фигуристом после Олимпийского чемпиона Брайана Бойтано, кто одержал четыре победы подряд на чемпионате США в мужском одиночном катании. Чен вошёл в состав сборной США на чемпионат мира 2020, который должен был состояться с 16 по 22 марта в канадском Монреале, но из-за пандемии коронавируса соревнование было отменено.

### Сезон 2020—2021: третья золотая медаль чемпионата мира
Первым соревнованием сезона для Чена стал этап Гран-при Skate America, в котором он одержал победу. На чемпионате США в пятый раз стал чемпионом Америки и стал первым фигуристом после двукратного Олимпийского чемпиона Дика Баттона (завоевавшего семь титулов подряд с 1946 по 1952 год), который сумел завоевать свой пятый национальный титул подряд. 
На чемпионате мира в Стокгольме в короткой программе фигурист упал с четверного лутца и занял промежуточное третье место. В произвольной программе под композиции Филипа Гласса Чен безошибочно исполнил все элементы, прыгнул пять четверных прыжков (четверной лутц, каскад четверной флип — тройной тулуп, четверной сальхов, каскад четверной тулуп — ойлер — тройной флип, каскад четверной тулуп — тройной тулуп) и с общим счётом в 320,88 баллов в третий раз в своей карьере стал чемпионом мира.
В апреле принял участие на командном чемпионате мира. В короткой и произвольной программе стал первым и тем самым принёс в актив сборной Америки по 12 баллов. В итоге сборная США завоевала серебряную медаль.

### Сезон 2021—2022: победа на Олимпийских играх
Олимпийский сезон 2021/22 Нейтан Чен начал с этапа Гран-при Skate America, где занимал четвёртое место после допущенных ошибок в короткой программе, однако, выполнив в произвольной программе четыре из шести заявленных четверных прыжков, он смог занять итоговое третье место, уступив Сёме Уно и Винсенту Чжоу. На втором этапе Гран-при Skate Canada занял первое место, выиграв короткую и произвольную программы. Чен отобрался в финал Гран-при, который должен был состояться с 9 по 12 декабря в Осаке, однако из-за закрытия границ для иностранцев, введенных в связи распространением нового штамма COVID-19, турнир был отменён.
В январе 2022 года выступил на чемпионате США, где в шестой раз в своей карьере стал чемпионом Америки. После чемпионата Америки Чен вошёл в состав сборной США на зимние Олимпийские игры в Пекине.
На Олимпийских играх Чен принял участие в командных соревнованиях. Фигурист выступил в короткой программе, без ошибок исполнил свою программу, по её итогам стал первым и принёс в актив сборной США 10 очков. В произвольной программе он не выступал. Сборная США стала серебряными призёрами командного турнира.
В личном турнире в короткой программе фигурист чисто исполнил четверной флип, тройной аксель и каскад четверной лутц — тройной тулуп, что является самым сложным техническим контентом, когда-либо исполненных в короткой программе на соревнованиях. За короткую программу фигурист набрал 113,97 баллов и установил новый мировой рекорд, ранее принадлежавший Юдзуру Ханю. По итогам произвольной программы так же стал первым и с общей суммой 332,60 баллов Чен завоевал золотую медаль Олимпийских игр.
15 марта было объявлено, что из-за травмы Чен пропустит чемпионат мира в Монпелье.

## Программы

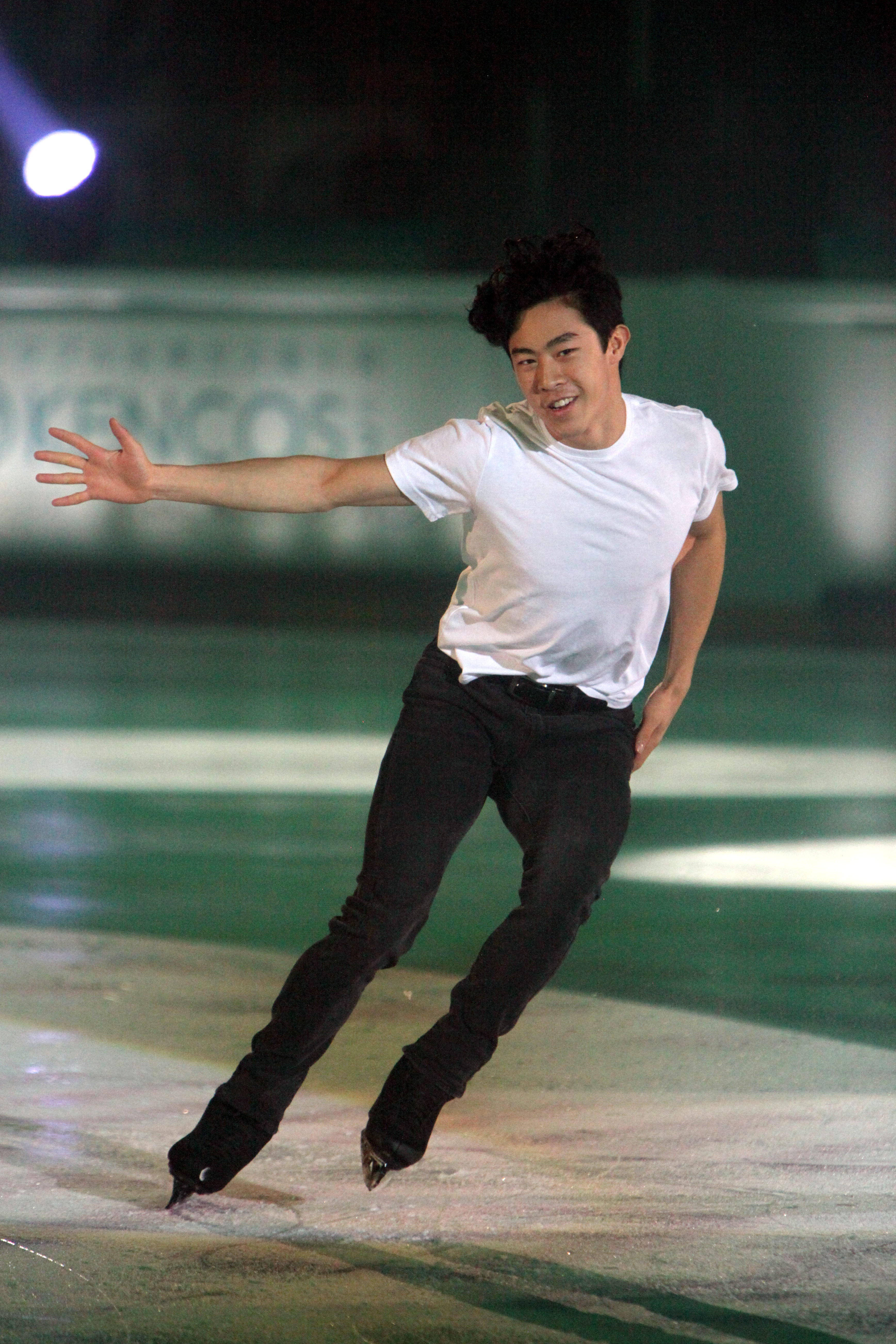
Нейтан Чен выступает с показательным номером под композицию «No Good» на Гран-при Франции 2018

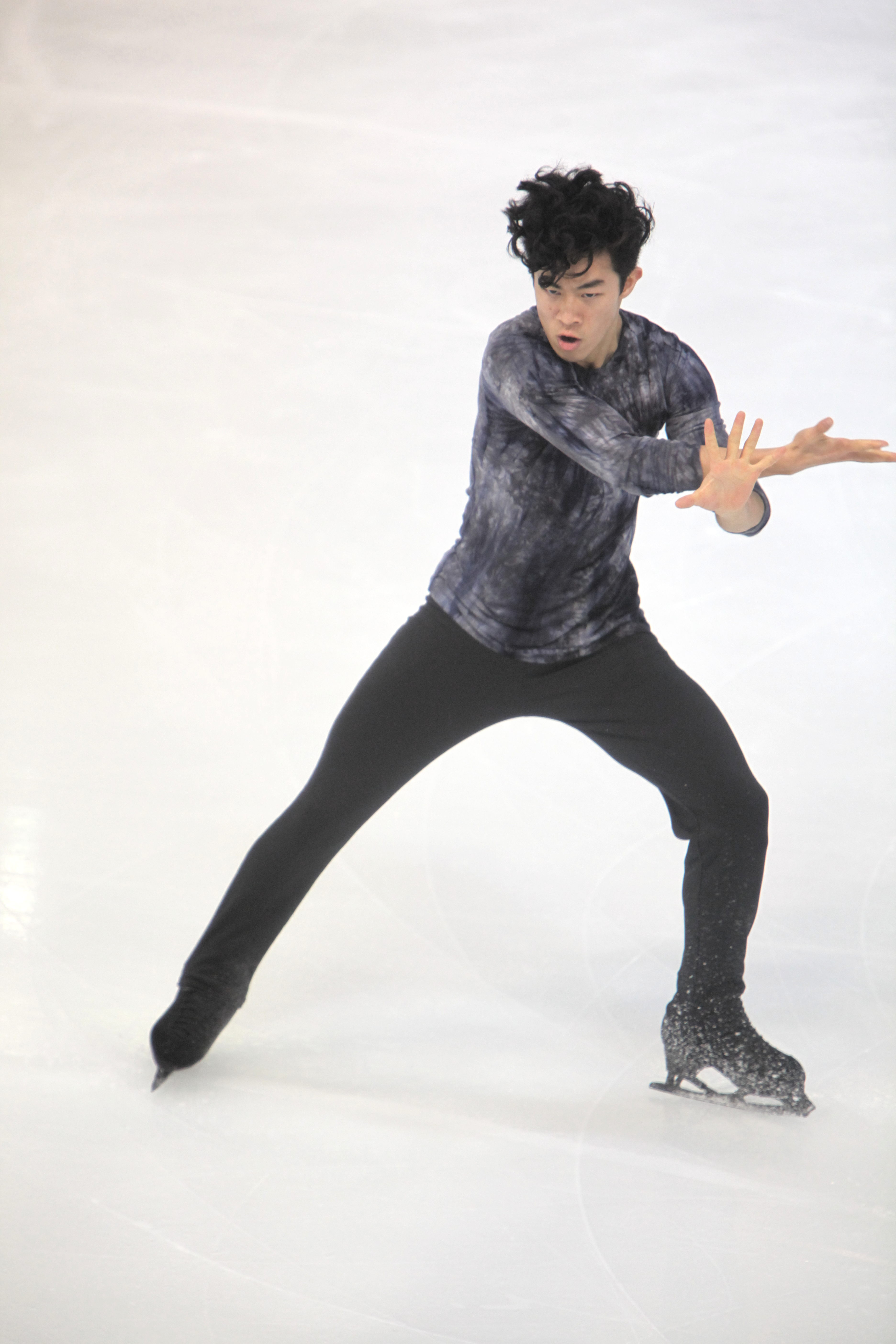
Чен в произвольной программе «Land of All» на этапе Гран-при во Франции в 2018 году

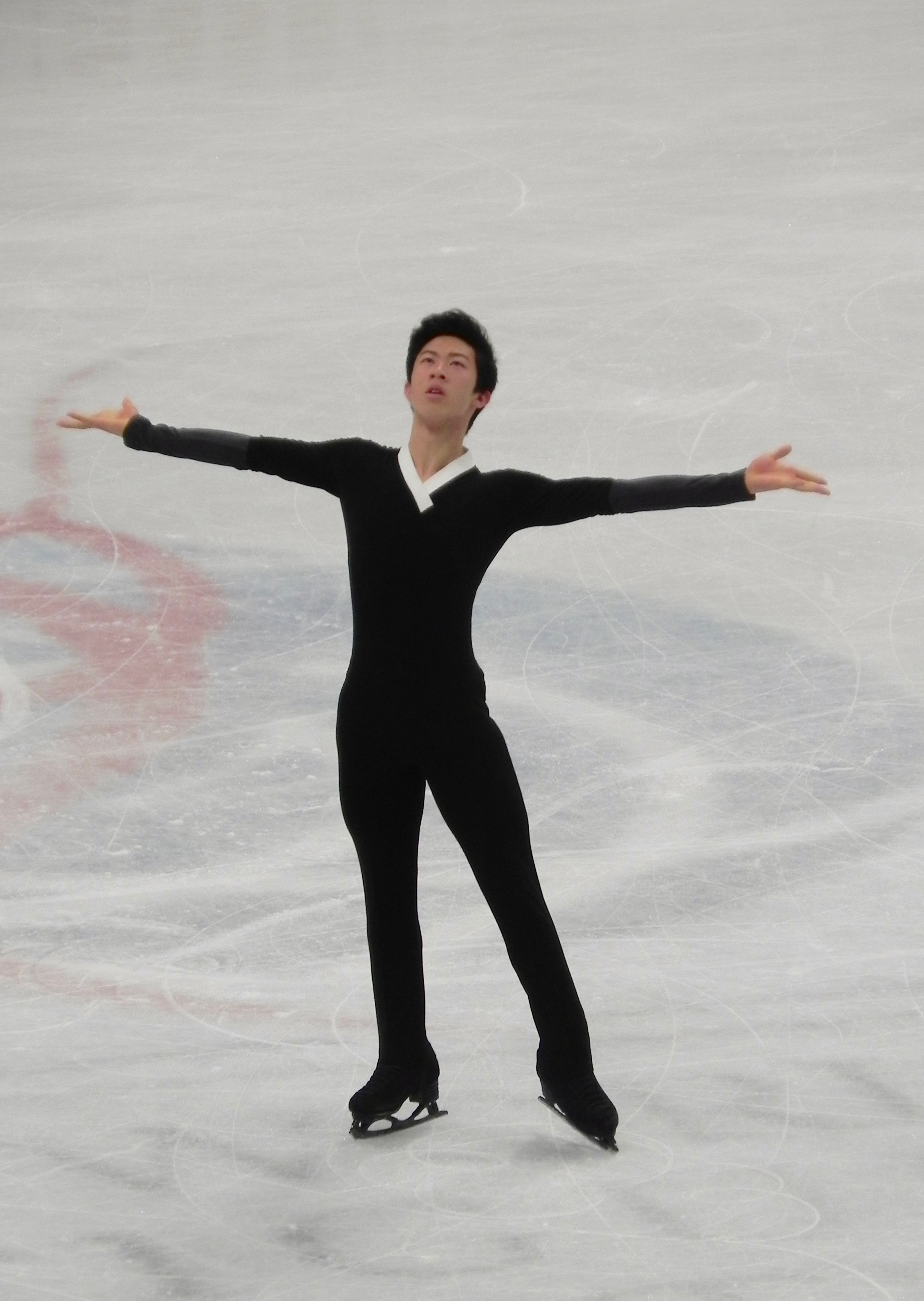
Нейтан Чен в произвольной программе на чемпионате мира 2018 года

| Сезон     | Короткая программа | Произвольная программа | Показательные выступления |
| --------- | --- | --- | --- |
| 2021–2022 | - «La Bohème» Шарль Азнавур хореография: Ше-Линн Бурн - «Eternity» - «Nemesis» Бенджамин Клементин хореография: Ше-Линн Бурн | - «Goodbye Yellow Brick Road» (из фильма «Рокетмен») в исполнении Тэрона Эджертона, Джейми Белла - «Rocketman» (из фильма «Рокетмен») в исполнении Тэрона Эджертона - «Bennie and the Jets» (из фильма «Рокетмен») в исполнении Элтона Джона, Пинк, Logic - «Концерт для фортепиано с оркестром № 23» - «Lacrimosa» Вольфганг Амадей Моцарт - «Lacrimosa» (remix) Вольфганг Амадей Моцарт в исполнении Apashe хореография: Ше-Линн Бурн | - «The Nights» Авичи |
| 2020–2021 | - «Asturias» - «Canción del Mariachi» (из фильма «Отчаянный») Антонио Бандерас, Los Lobos хореография: Ше-Линн Бурн          | - «Metamorphosis II» - «Violin Concerto I» - «Truman Sleeps» (из фильма «Шоу Трумана») - «Escape!» (Kummerspeck remix) Филип Гласс хореография: Ше-Линн Бурн | - «Rocketman» (саундтрек из фильму «Рокетмен») |
| 2019–2020 | - «La Bohème» Шарль Азнавур хореография: Ше-Линн Бурн                                                                        | - «Goodbye Yellow Brick Road» (из фильма «Рокетмен») Элтон Джон, Берни Топин в исполнении Тэрона Эджертона, Джейми Белла - «Rocketman» (из фильма «Рокетмен») Элтон Джон, Берни Топин в исполнении Тэрона Эджертона - «Bennie and the Jets» (из фильма «Рокетмен») Элтон Джон, Берни Топин в исполнении Logic, Элтона Джона, Пинк хореография: Сэмюэль Шуинар и Мари-Франс Дюбрей                                                       | - «Next to Me» Otto Knows хореография: Нейтан Чен |
| 2018–2019 | - «Caravan» - «Moliendo Café» Fanfare Ciocarlia хореография: Ше-Линн Бурн                                                    | - «Land of All» Woodkid хореография: Сэмюэль Шуинар и Мари-Франс Дюбрей | - «Next to Me» Otto Knows хореография: Нейтан Чен - «Back from the Edge» Джеймс Артур - «No Good» Kaleo                                                  |
| 2017–2018 | - «Nemesis» Бенджамин Клементин хореография: Ше-Линн Бурн                                                                    | - «Mao’s Last Dancer» (из фильма «Последний танцор Мао») Кристофер Гордон - «Весна священная» Игорь Стравинский хореография: Лори Николь | - «Back from the Edge» Джеймс Артур хореография: Нейтан Чен - «No Good» Kaleo хореография: Ше-Линн Бурн - «Parachute» Otto Knows хореография: Бенуа Ришо |
| 2016–2017 | - «Le Corsaire» Адольф Адан, Лео Делиб хореография: Марина Зуева                                                             | - «Половецкие пляски» (из оперы «Князь Игорь») Александр Бородин хореография: Надежда Канаева | - «Stole the Show» Kygo и Парсон Джеймс хореография: Нейтан Чен                                                                                          |
| 2015–2016 | - «Smile» - «Smooth Criminal» Майкл Джексон хореография: Надежда Канаева                                                     | - «Симфония № 3» Камиль Сен-Санс хореография: Николай Морозов | - «Dream On» Aerosmith хореография: Нейтан Чен |
| 2014–2015 | - «Smile» - «Smooth Criminal» Майкл Джексон хореография: Надежда Канаева                                                     | - «Концерт для фортепиано с оркестром № 1» Фридерик Шопен хореография: Надежда Канаева | - «Best Day of My Life» American Authors хореография: Адам Риппон                                                                                        |
| 2013–2014 | - «Лето» - «Зима» (из «Времена года») Антонио Вивальди хореография: Надежда Канаева                                          | - «Chattanooga Choo Choo» Гленн Миллер - «Summertime» (из оперы «Порги и Бесс») Джордж Гершвин хореография: Надежда Канаева | - «Home» Филлип Филлипс хореография: Филлип Миллс |
| 2012–2013 | - «Praeludium and Allegro» Фриц Крейслер хореография: Надежда Канаева, Рафаэль Арутюнян                                      | - «Три мушкетёра» Пол Хаслингер хореография: Стефани Гросскап | |
| 2011–2012 | - «ВАЛЛ-И» Томас Ньюман хореография: Стефани Гросскап                                                                        | - «Крёстный отец» Нино Рота хореография: Евгения Чернышёва | - «Stereo Hearts» Gym Class Heroes хореография: Евгения Чернышёва                                                                                        |
| 2010–2011 | - «Rawhide» Бернард Херрман хореография: Евгения Чернышёва                                                                   | - «Венгерская рапсодия № 2» Ференц Лист хореография: Евгения Чернышёва | - «Rawhide» Бернард Херрман |
| 2009–2010 | - «Кунг-фу панда» Ханс Циммер хореография: Стефани Гросскап                                                                  | - «Петя и волк» Сергей Прокофьев хореография: Евгения Чернышёва | - «Петя и волк» Сергей Прокофьев |

## Спортивные достижения
| Соревнование                            | 11/12                        | 12/13                        | 13/14                        | 14/15                        | 15/16                        | 16/17                        | 17/18                        | 18/19                        | 19/20                        | 20/21                        | 21/22                        |
| Международные индивидуальные            | Международные индивидуальные | Международные индивидуальные | Международные индивидуальные | Международные индивидуальные | Международные индивидуальные | Международные индивидуальные | Международные индивидуальные | Международные индивидуальные | Международные индивидуальные | Международные индивидуальные | Международные индивидуальные |
| --------------------------------------- | ---------------------------- | ---------------------------- | ---------------------------- | ---------------------------- | ---------------------------- | ---------------------------- | ---------------------------- | ---------------------------- | ---------------------------- | ---------------------------- | ---------------------------- |
| Зимние Олимпийские игры                 |                              |                              |                              |                              |                              |                              | 5                            |                              |                              |                              | 1                            |
| Чемпионаты мира                         |                              |                              |                              |                              | WD                           | 6                            | 1                            | 1                            | С                            | 1                            | WD                           |
| Чемпионаты четырёх континентов          |                              |                              |                              |                              |                              | 1                            |                              |                              |                              |                              |                              |
| Финал Гран-при                          |                              |                              |                              |                              |                              | 2                            | 1                            | 1                            | 1                            |                              | C                            |
| Этап Гран-при. Internationaux de France |                              |                              |                              |                              |                              | 4                            |                              | 1                            | 1                            |                              |                              |
| Этап Гран-при. NHK Trophy               |                              |                              |                              |                              |                              | 2                            |                              |                              |                              |                              |                              |
| Этап Гран-при. Rostelecom Cup           |                              |                              |                              |                              |                              |                              | 1                            |                              |                              |                              |                              |
| Этап Гран-при. Skate America            |                              |                              |                              |                              |                              |                              | 1                            | 1                            | 1                            | 1                            | 3                            |
| Этап Гран-при. Skate Canada             |                              |                              |                              |                              |                              |                              |                              |                              |                              |                              | 1                            |
| Челленджер. Finlandia Trophy            |                              |                              |                              |                              |                              | 1                            |                              |                              |                              |                              |                              |
| Челленджер. U.S. Classic                |                              |                              |                              |                              |                              |                              | 1                            |                              |                              |                              |                              |
| Международные командные                 |                              |                              |                              |                              |                              |                              |                              |                              |                              |                              |                              |
| Зимние Олимпийские игры                 |                              |                              |                              |                              |                              |                              | 3                            |                              |                              |                              | 1                            |
| Командные чемпионаты мира               |                              |                              |                              |                              |                              | 3                            |                              | 1                            |                              | 2                            |                              |
| Japan Open                              |                              |                              |                              |                              |                              |                              | 3                            | 3                            | 3                            |                              |                              |
| Национальные                            |                              |                              |                              |                              |                              |                              |                              |                              |                              |                              |                              |
| Чемпионаты США                          |                              |                              |                              | 8                            | 3                            | 1                            | 1                            | 1                            | 1                            | 1                            | 1                            |
| Первенство США среди юниоров            | 1                            | 3                            | 1                            |                              |                              |                              |                              |                              |                              |                              |                              |
| Международные среди юниоров             |                              |                              |                              |                              |                              |                              |                              |                              |                              |                              |                              |
| Чемпионат мира среди юниоров            |                              |                              | 3                            | 4                            | WD                           |                              |                              |                              |                              |                              |                              |
| Финал юниорского Гран-при               |                              |                              | 3                            |                              | 1                            |                              |                              |                              |                              |                              |                              |
| Этап Гран-при среди юниоров: Австрия    |                              | 1                            |                              |                              |                              |                              |                              |                              |                              |                              |                              |
| Этап Гран-при среди юниоров: Белоруссия |                              |                              | 1                            |                              |                              |                              |                              |                              |                              |                              |                              |
| Этап Гран-при среди юниоров: Мексика    |                              |                              | 1                            |                              |                              |                              |                              |                              |                              |                              |                              |
| Этап Гран-при среди юниоров: Хорватия   |                              |                              |                              | 2                            |                              |                              |                              |                              |                              |                              |                              |
| Этап Гран-при среди юниоров: США        |                              |                              |                              |                              | 1                            |                              |                              |                              |                              |                              |                              |
| Этап Гран-при среди юниоров: Испания    |                              |                              |                              |                              | 1                            |                              |                              |                              |                              |                              |                              |

### Подробные результаты
На чемпионатах ИСУ награждают малыми медалями за короткую и произвольную программы. Текущие лучшие персональные результаты по системе ИСУ выделены жирным курсивом. К — командный результат; Л — личный зачёт.

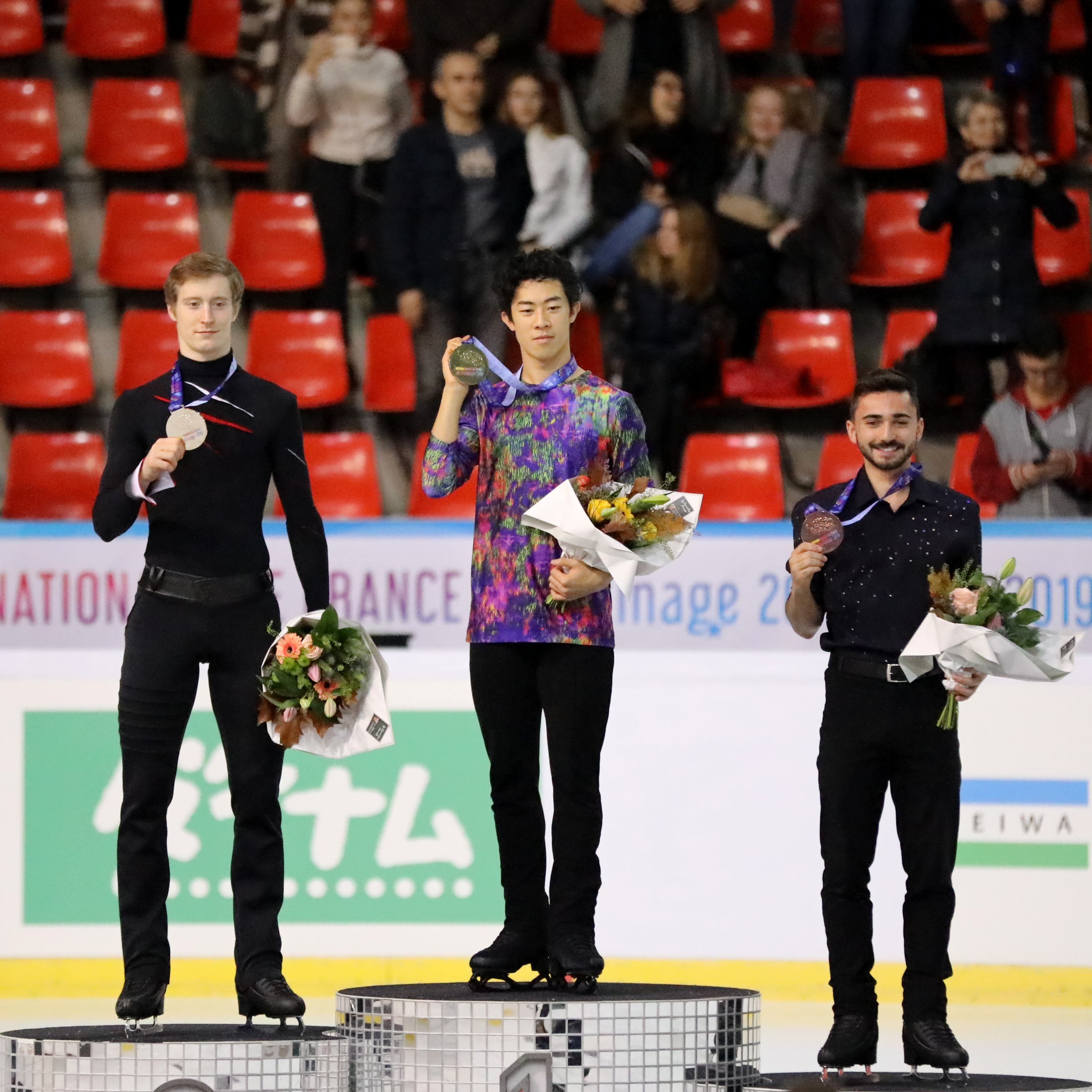
Призёры Internationaux de France 2019 (слева направо): Александр Самарин, Нейтан Чен, Кевин Эймоз

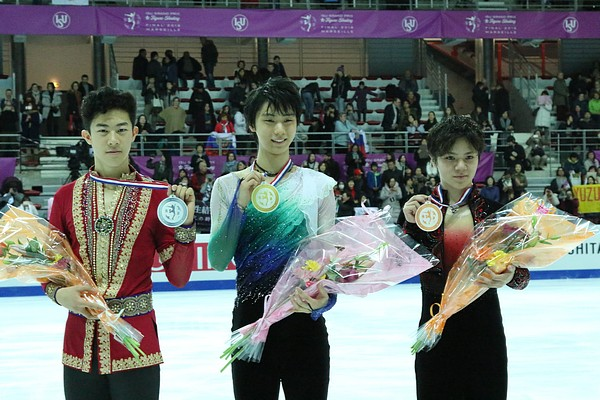
Призёры финала Гран-при 2016 (слева направо): Нейтан Чен, Юдзуру Ханю, Сёма Уно

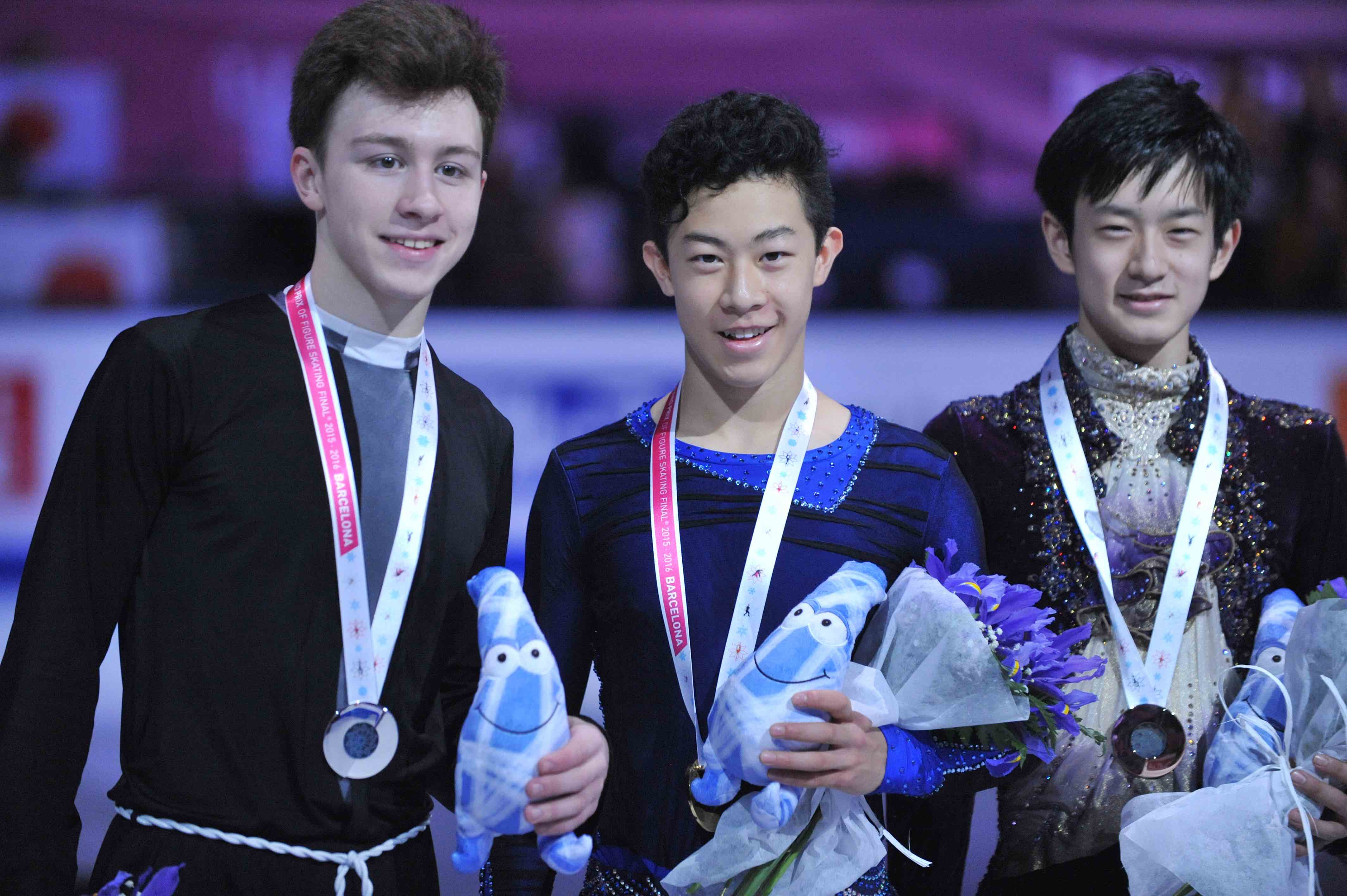
Призёры юниорского финала Гран-при 2015 (слева направо): Дмитрий Алиев, Нейтан Чен, Сота Ямамото

| Сезон 2021—2022                 | Сезон 2021—2022                                       | Сезон 2021—2022 | Сезон 2021—2022 | Сезон 2021—2022 | Сезон 2021—2022 |
| Дата                            | Соревнование                                          | КП              | ПП              | Сумма           | Источник        |
| ------------------------------- | ----------------------------------------------------- | --------------- | --------------- | --------------- | --------------- |
| 8–10 февраля 2022 г.            | Зимние Олимпийские игры 2022                          | 1 113,97        | 1 218,63        | 1 332,60        | [ 81 ]          |
| 4–7 февраля 2022 г.             | Зимние Олимпийские игры 2022 (командные соревнования) | 1 111,71        | —               | 2 (команда)     | [ 81 ]          |
| 3–9 января 2022 г.              | Чемпионат США 2022                                    | 1 115,39        | 1 212,62        | 1 328,01        | [ 82 ]          |
| 29–31 октября 2021 г.           | Skate Canada 2021                                     | 1 106,72        | 1 200,46        | 1 307,18        | [ 83 ]          |
| 22–24 октября 2021 г.           | Skate America 2021                                    | 4 82,89         | 2 186,48        | 3 269,37        | [ 84 ]          |
| Сезон 2020—2021                 |                                                       |                 |                 |                 |                 |
| Дата                            | Соревнование                                          | КП              | ПП              | Сумма           | Источник        |
| 15–18 апреля 2021 г.            | Командный чемпионат мира 2021                         | 1 109,65        | 1 203,24        | 2К / 1Л 312,89  | [ 85 ]          |
| 22–28 марта 2021 г.             | Чемпионат мира 2021                                   | 3 98,85         | 1 222,03        | 1 320,88        | [ 86 ]          |
| 11–21 января 2021 г.            | Чемпионат США 2021                                    | 1 113,92        | 1 208,36        | 1 322,28        | [ 87 ]          |
| 24–25 октября 2020 г.           | Skate America 2020                                    | 1 111,17        | 1 187,98        | 1 299,15        | [ 88 ]          |
| Сезон 2019—2020                 |                                                       |                 |                 |                 |                 |
| Дата                            | Соревнование                                          | КП              | ПП              | Сумма           | Источник        |
| 20–26 января 2020 г.            | Чемпионат США 2020                                    | 1 114,13        | 1 216,04        | 1 330,17        | [ 89 ]          |
| 5–8 декабря 2019 г.             | Финал Гран-при 2019/20                                | 1 110,38        | 1 224,92        | 1 335,30        | [ 90 ]          |
| 1–3 ноября 2019 г.              | Internationaux de France 2019                         | 1 102,48        | 1 194,68        | 1 297,16        | [ 91 ]          |
| 18–20 октября 2019 г.           | Skate America 2019                                    | 1 102,71        | 1 196,38        | 1 299,09        | [ 92 ]          |
| 5 октября 2019 г.               | Japan Open 2019                                       | —               | 1 189,83        | 3 (команда)     | [ 93 ]          |
| Сезон 2018—2019                 |                                                       |                 |                 |                 |                 |
| Дата                            | Соревнование                                          | КП              | ПП              | Сумма           | Источник        |
| 11–14 апреля 2019 г.            | Командный чемпионат мира 2019                         | 1 101,95        | 1 199,49        | 1К / 1Л 301.44  | [ 94 ]          |
| 18–24 марта 2019 г.             | Чемпионат мира 2019                                   | 1 107,40        | 1 216,02        | 1 323,42        | [ 95 ]          |
| 19–27 января 2019 г.            | Чемпионат США 2019                                    | 1 113,42        | 1 228,80        | 1 342,22        | [ 96 ]          |
| 6–9 декабря 2018 г.             | Финал Гран-при 2018/19                                | 1 92,99         | 1 189,43        | 1 282,42        | [ 97 ]          |
| 23–25 ноября 2018 г.            | Internationaux de France 2018                         | 3 86,94         | 1 184,64        | 1 271,58        | [ 98 ]          |
| 19–21 октября 2018 г.           | Skate America 2018                                    | 1 90,58         | 1 189,99        | 1 280,57        | [ 99 ]          |
| 6 октября 2018 г.               | Japan Open 2018                                       | —               | 4 144,96        | 3 (команда)     | [ 100 ]         |
| Сезон 2017—2018                 |                                                       |                 |                 |                 |                 |
| Дата                            | Соревнование                                          | КП              | ПП              | Сумма           | Источник        |
| 19–25 марта 2018 г.             | Чемпионат мира 2018                                   | 1 101,94        | 1 219,46        | 1 321,40        | [ 101 ]         |
| 14–23 февраля 2018 г.           | Зимние Олимпийские игры 2018                          | 17 82,27        | 1 215,08        | 5 297,35        | [ 102 ]         |
| 9–12 февраля 2018 г.            | Зимние Олимпийские игры 2018 (командные соревнования) | 4 80,61         | —               | 3 (команда)     | [ 102 ]         |
| 29 декабря – 8 января 2018 г.   | Чемпионат США 2018                                    | 1 104,45        | 1 210,78        | 1 315,23        | [ 103 ]         |
| 7–10 декабря 2017 г.            | Финал Гран-при 2017/18                                | 1 103,32        | 2 183,19        | 1 286,51        | [ 104 ]         |
| 24–26 ноября 2017 г.            | Skate America 2017                                    | 1 104,12        | 2 171,76        | 1 275,88        | [ 105 ]         |
| 20–22 октября 2017 г.           | Rostelecom Cup 2017                                   | 1 100,54        | 2 193,25        | 1 293,79        | [ 106 ]         |
| 7 октября 2017 г.               | Japan Open 2017                                       | —               | 2 178,46        | 3 (команда)     | [ 107 ]         |
| 13–17 сентября 2017 г.          | US International Classic 2017                         | 1 91,80         | 1 183,24        | 1 275,04        |                 |
| Сезон 2016—2017                 |                                                       |                 |                 |                 |                 |
| Дата                            | Соревнование                                          | КП              | ПП              | Сумма           | Источник        |
| 20–23 апреля 2017 г.            | Командный чемпионат мира 2017                         | 2 99,28         | 4 185,24        | 3К / 2Л 284,52  | [ 108 ]         |
| 29 марта – 2 апреля 2017 г.     | Чемпионат Мира 2017                                   | 6 97,33         | 4 193,39        | 6 290,72        | [ 109 ]         |
| 14–19 февраля 2017 г.           | Чемпионат четырёх континентов 2017                    | 1 103,12        | 2 204,34        | 1 307,46        | [ 110 ]         |
| 14–22 января 2017 г.            | Чемпионат США 2017                                    | 1 106,39        | 1 212,08        | 1 318,47        | [ 111 ]         |
| 8–11 декабря 2016 г.            | Финал Гран-при 2016/17                                | 5 85,30         | 1 197,55        | 2 282,85        | [ 112 ]         |
| 25–27 ноября 2016 г.            | NHK Trophy 2016                                       | 2 87,94         | 2 180,97        | 2 268,91        | [ 113 ]         |
| 11–13 ноября 2016 г.            | Trophée de France 2016                                | 2 92,85         | 4 171,95        | 4 264,80        | [ 114 ]         |
| 6–10 октября 2016 г.            | Finlandia Trophy 2016                                 | 2 87,50         | 1 168,94        | 1 256,44        | [ 115 ]         |
| Сезон 2015—2016                 |                                                       |                 |                 |                 |                 |
| Дата                            | Соревнование                                          | КП              | ПП              | Сумма           | Источник        |
| 16–24 января 2016 г.            | Чемпионат США 2016                                    | 4 86,33         | 2 180,60        | 3 266,93        | [ 116 ]         |
| 9–13 декабря 2015 г.            | Финал юниорского Гран-при 2015/16                     | 1 78,59         | 1 146,45        | 1 225,04        | [ 117 ]         |
| 30 сентября – 3 октября 2015 г. | Этап Гран-при среди юниоров: Испания                  | 1 77,94         | 2 158,43        | 1 236,37        | [ 118 ]         |
| 2–5 сентября 2015 г.            | Этап Гран-при среди юниоров: США                      | 1 77,13         | 1 159,63        | 1 236,76        | [ 119 ]         |
| Сезон 2014—2015                 |                                                       |                 |                 |                 |                 |
| Дата                            | Соревнование                                          | КП              | ПП              | Сумма           | Источник        |
| 2–8 марта 2015 г.               | Чемпионат мира среди юниоров 2015                     | 9 69,87         | 4 143,98        | 4 213,85        | [ 120 ]         |
| 17–25 января 2015 г.            | Чемпионат США 2015                                    | 8 76,20         | 8 154,79        | 8 230,99        | [ 121 ]         |
| 9–10 октября 2014 г.            | Этап Гран-при среди юниоров: Croatia Cup              | 2 72,57         | 2 135,59        | 2 208,16        | [ 122 ]         |
| Сезон 2013—2014                 |                                                       |                 |                 |                 |                 |
| Дата                            | Соревнование                                          | КП              | ПП              | Сумма           | Источник        |
| 10–16 марта 2014 г.             | Чемпионат мира среди юниоров 2014                     | 6 69,65         | 3 142,38        | 3 212,03        | [ 123 ]         |
| 5–12 января 2014 г.             | Чемпионат США 2014                                    | 1 79,61         | 1 144,32        | 1 223,93        |                 |
| 5–8 декабря 2013 г.             | Финал юниорского Гран-при 2013/14                     | 3 71,52         | 3 143,09        | 3 214,61        | [ 124 ]         |
| 25–28 сентября 2013 г.          | Этап Гран-при среди юниоров: Белоруссия               | 1 69,96         | 1 141,15        | 1 211,11        | [ 125 ]         |
| 4–8 сентября 2013 г.            | Этап Гран-при среди юниоров: Mexico Cup               | 1 74,22         | 1 144,40        | 1 218,62        | [ 126 ]         |
| Сезон 2012—2013                 |                                                       |                 |                 |                 |                 |
| Дата                            | Соревнование                                          | КП              | ПП              | Сумма           | Источник        |
| 19–27 января 2013 г.            | Чемпионат США 2013                                    | 3 63,60         | 4 117,71        | 3 181,31        | [ 127 ]         |
| 13–14 сентября 2012 г.          | Этап Гран-при среди юниоров: Австрия                  | 1 75,15         | 1 146,85        | 1 222,00        | [ 128 ]         |
| Сезон 2011—2012                 |                                                       |                 |                 |                 |                 |
| Дата                            | Соревнование                                          | КП              | ПП              | Сумма           | Источник        |
| 12–15 апреля 2012 г.            | Egna Trophy 2012                                      | 2 44,03         | 1 85,42         | 1 129,45        |                 |
| 22–29 января 2012 г.            | Чемпионат США 2012                                    | 2 63,15         | 1 130,75        | 1 193,90        |                 |
| Сезон 2010—2011                 |                                                       |                 |                 |                 |                 |
| Дата                            | Соревнование                                          | КП              | ПП              | Сумма           | Источник        |
| 22–30 января 2011 г.            | Чемпионат США 2011                                    | 1 52,47         | 1 110,93        | 1 163,40        | [ 129 ]         |
| Сезон 2009—2010                 |                                                       |                 |                 |                 |                 |
| Дата                            | Соревнование                                          | КП              | ПП              | Сумма           | Источник        |
| 14–24 января 2010 г.            | Чемпионат США 2010                                    | 1 51,24         | 3 85,80         | 1 137,04        |                 |

## Рекорды и достижения
| Аббревиатуры прыжков в фигурном катании | Аббревиатуры прыжков в фигурном катании |
| T                                       | Тулуп                                   |
| S                                       | Сальхов                                 |
| Lo                                      | Риттбергер                              |
| F                                       | Флип                                    |
| Lz                                      | Лутц                                    |
| A                                       | Аксель                                  |
| --------------------------------------- | --------------------------------------- |

- Первый фигурист, исполнивший суммарно восемь четверных прыжков на соревновании (4Lz–3T, 4F в короткой программе; 4Lz, 4F–2T, 4F, 4T, 4T–3T, 4S в произвольной программе) (Чемпионат мира 2018)[130].
- Обладатель высшей оценки за технику в произвольной программе (127,64 баллов) и за общую сумму баллов в произвольной программе (215,08) на Олимпийских играх.
- Первый фигурист, исполнивший шесть четверных прыжков в произвольной программе (4Lz, 4F–2T, 4F, 4T–3T, 4T, 4S) (Олимпийские игры 2018)[131].
- Первый фигурист, исполнивший два четверных лутца в произвольной программе (Skate America 2017).
- Первый фигурист, исполнивший пять видов четверных прыжков на соревнованиях (четверной лутц, четверной флип, четверной сальхов, четверной тулуп; четверной риттбергер исполнен на U.S. International Classic 2017).
- Первый фигурист, исполнивший суммарно семь четверных прыжков на соревновании (4Lz–3T, 4F в короткой программе; 4Lz–3T, 4F, 4T–2T–2Lo, 4T, 4S в произвольной программе) (Чемпионат США 2017; Чемпионат четырёх континентов 2017)[132].
- Первый фигурист, исполнивший четыре вида четверных прыжков в одной программе (лутц, флип, тулуп, сальхов) (Чемпионат США 2017; Чемпионат четырёх континентов 2017)[5].
- Первый фигурист, исполнивший пять четверных прыжков в произвольной программе (Чемпионат США 2017; Чемпионат четырёх континентов 2017)[5][133].
- Первый фигурист, исполнивший каскад четверной флип — тройной тулуп (4F–3T) (NHK Trophy 2016).
- Первый фигурист, исполнивший четверной лутц (4Lz) и четверной флип (4F) в одной программе (короткая программа на Trophée de France 2016).
- Первый фигурист, исполнивший четыре четверных прыжка в произвольной программе (4S–2T–2Lo, 4S, 4T–2T, 4T) (Чемпионат США 2016)[4][116] (На международном соревновании первым четыре четверных исполнил Боян Цзинь на чемпионате четырёх континентов 2016).

### Мировые рекорды
Чен установил 7 мировых рекордов по системе +5/−5 GOE (качество исполнения).
| Мировые рекорды, которые установил Нейтан Чен                | Мировые рекорды, которые установил Нейтан Чен            | Мировые рекорды, которые установил Нейтан Чен            | Мировые рекорды, которые установил Нейтан Чен |
| Рекорды в короткой программе в мужском одиночном катании     | Рекорды в короткой программе в мужском одиночном катании | Рекорды в короткой программе в мужском одиночном катании | Рекорды в короткой программе в мужском одиночном катании                                                                                             |
| Дата                                                         | Баллы                                                    | Соревнование                                             | Примечание |
| ------------------------------------------------------------ | -------------------------------------------------------- | -------------------------------------------------------- | --- |
| 8 февраля 2022 г.                                            | 113,97                                                   | Олимпийские игры 2022                                    | Текущий мировой рекорд. Превзойдён рекорд Юдзуру Ханю с чемпионата четырёх континентов 2020.                                                         |
| Рекорды в произвольной программе в мужском одиночном катании |                                                          |                                                          | |
| Дата                                                         | Баллы                                                    | Соревнование                                             | Примечание |
| 20 октября 2018 г.                                           | 189,99                                                   | Skate America 2018                                       | Превзойдён рекорд Михаила Коляды с Мемориала Ондрея Непелы 2018. Рекорд обновлён Юдзуру Ханю на Гран-при Хельсинки 2018.                             |
| 23 марта 2019 г.                                             | 216,02                                                   | Чемпионат мира 2019                                      | Превзойдён рекорд Юдзуру Ханю с того же чемпионата.                                                                                                  |
| 7 декабря 2019 г.                                            | 224,92                                                   | Финал Гран-при 2019–2020                                 | Первый фигурист, который набрал больше 220 баллов по системе +5/−5 GOE. Рекорд обновлён Ильёй Малининым на Чемпионате мира по фигурному катанию 2024 |
| Рекорды по сумме двух программ в мужском одиночном катании   |                                                          |                                                          | |
| Дата                                                         | Баллы                                                    | Соревнование                                             | Примечание |
| 20 октября 2018 г.                                           | 280,57                                                   | Skate America 2018                                       | Превзойдён рекорд Сёмы Уно с Lombardia Trophy 2018. Рекорд обновлён Юдзуру Ханю на Гран-при Хельсинки 2018.                                          |
| 23 марта 2019 г.                                             | 323,42                                                   | Чемпионат мира 2019                                      | Превзойдён рекорд Юдзуру Ханю с того же чемпионата.                                                                                                  |
| 7 декабря 2019 г.                                            | 335,30                                                   | Финал Гран-при 2019–2020                                 | Текущий мировой рекорд. Первый фигурист, который набрал больше 330 баллов по системе +5/−5 GOE.                                                      |

Примечание. Международный союз конькобежцев, начиная с сезона 2018–2019, ввёл новую систему оценивания элементов +5/-5 GOE (качество исполнения), которая заменила предыдущую систему +3/-3 GOE, а все предыдущие данные остались историческими. 

## Признания и награды
- В 2017 году журналом Time выбран как один из «Лидеров следующего поколения»[138].
- Выиграл премию Readers' Choice Award журнала Skating Magazine’s в 2016/17, 2017/18, 2018/19, 2019/20 годах[139][140].
- Назван лучшим спортсменом месяца сборной США в декабре 2016 года, в январе, октябре, декабре 2017 года, в январе, ноябре 2018 года, в январе, марте, октябре, ноябре, декабре 2019 года[141], в январе 2021 года[142].
- Входит в число 16 лучших спортсменов сборной США 2016 года[143], топ 17 лучших спортсменов сборной США 2017 года[144], топ 18 лучших спортсменов сборной США 2018 года[145], топ 19 лучших спортсменов сборной США 2019 года[146].
- 16 мая в Солт-Лейк-Сити провозглашён «Днём Нейтана Чена»[147].
- Олимпийским и Паралимпийским комитетом США объявлен лучшим спортсменом-олимпийцем 2019 года[148].
- В 2020 году был включён в список «30 до 30» по версии журнала Forbes в категории «Спорт»[149].
- Назван Спортсменом 2020 года по версии Американской спортивной академии[150].
- В 2022 году вошёл в список Time 100 «100 самых влиятельных людей 2022 года» по версии журнала Time[151].
- В 2023 году стал обладателем премии ISU Skating Awards в номинации «Самый ценный фигурист»[152].
- В 2023 году был номинирован на премию Laureus World Sports Awards в номинации «Прорыв года»[153].